# Sahorre
Sahorre település Franciaországban, Pyrénées-Orientales megyében. Lakosainak száma 399 fő (2022. január 1.). Sahorre Fuilla, Vernet-les-Bains, Casteil, Py és Escaro községekkel határos.

## Népesség
A település népessége az elmúlt években az alábbi módon változott:
| Lakosok száma | 369  | 374  | 385  | 382  | 385  | 391  | 397  | 399  | 399  |
|               | 2013 | 2015 | 2016 | 2017 | 2018 | 2019 | 2020 | 2021 | 2022 |